# Trichophaea woolhopeia
Trichophaea woolhopeia är en svampart som först beskrevs av Cooke & W. Phillips, och fick sitt nu gällande namn av Arnould 1893. Trichophaea woolhopeia ingår i släktet Trichophaea och familjen Pyronemataceae.  Arten är reproducerande i Sverige. Inga underarter finns listade i Catalogue of Life.